# Europark Maribor
Europark družba za upravljanje d.o.o., PE Maribor, krajše Europark Maribor, je nakupovalno središče v Mariboru. Odprli so ga 23. avgusta 2000, razširili pa leta 2007. Ima pet nadstropij.

## Gradnja in širitev
Gradnja je trajala 22 mesecev, stala pa 10 milijard tolarjev, ki ga je zagotovilo podjetje Spar Slovenija, ki je sodelovalo z ljubljanskim podjetjem Immorent leasing nepremičnin. Konec aprila 2006 so začeli z gradbenimi deli za širitev, s katero se je povečalo število prodajaln s prejšnjih 65. Da ne bi prihajalo do prometnih zastojev, so v dogovoru z mariborsko občino povezali Pobreško cesto s Titovo cesto, do katere so podaljšali cesto ob železnici in na kateri so uredili novo krožišče.

## Značilnosti
Europark Maribor ima 156.000 m2 uporabne in 40.000 m2 prodajne površine. V njem je okoli 120 lokalov in prodajaln. Zaposlenih je okoli 1000 ljudi. Zgradbo je zasnoval dunajski arhitekt Heinz H. Brunner.

## Upravljanje
Europark je last avstrijske družbe Spar Holding AG s sedežem v Salzburgu in je del mreže evropskih nakupovalnih središč SPAR European Shopping Centers (SES). Trgovska centra Europark sta še v Salzburgu in Pragi.